# Serratella frisoni
Serratella frisoni is een haft uit de familie Ephemerellidae. De wetenschappelijke naam van de soort is voor het eerst geldig gepubliceerd in 1927 door McDunnough.
De soort komt voor in het Nearctisch gebied.